# Niéri Ko
Der Niéri Ko ist ein Fluss in dem westafrikanischen Staat Senegal.

## Geographie
Der Niéri Ko liegt als rechter nördlicher Nebenfluss des Gambia im Osten und Südosten von Senegal. Sein Einzugsgebiet liegt vollständig in der Region Tambacounda und obwohl es das größte von allen Einzugsgebieten im Flusssystem ist, steuert der Niéri Ko nur sehr bescheidene Wassermengen zum Gesamtabfluss des Gambia bei, denn er hat das am weitesten nach Norden reichende Bassin mit den geringsten Niederschlagsmengen und der höchsten Verdunstungsrate. Mit Jahresniederschlägen zwischen 600 mm im Norden und 1000 mm im Süden, die sich auf die Monate Juli, August und September konzentrieren, zählt das Gebiet zur Trockensavanne. In der Trockenzeit führt der Niéri Ko samt seiner Zuflüsse nur stellenweise Wasser. Im Norden zeigen die Flusstäler deutliche Erosionsspuren durch Starkregen. Sie sind mit vegetationslosen Steilhängen in die umgebende Savanne eingetieft und im Talgrund hat sich durch die größere Nähe zum Grundwasser mehr Baumbestand entwickeln können. Südlich von Goudiry, der ersten kleineren Stadt in Flussnähe, verlieren sich diese Erosionsspuren und die Vegetation wird dichter. Der Unterlauf führt durch den etwa 1250 km² großen Forêt de Diambour, an den im Süden der Nationalpark Niokolo-Koba anschließt.

## Verlauf
Der Niéri Ko entspringt im Nordosten der Region Tambacounda nahe der etwa 120 m hohen Geländestufe, die die Wasserscheide zum lediglich 28 Kilometer weiter nordöstlich vorbeifließenden Senegal bildet. Der Quellfluss mit dem längsten Talweg und zugleich der mündungsfernste (168 Kilometer Luftlinie) nimmt 13 Kilometer östlich von Toulékédi und 30 Kilometer südlich der am Ufer des Senegal liegenden Stadt Bakel seinen Anfang. Das Quellgebiet liegt in einem etwa 110 m hoch gelegenen Talschluss. Der Quellfluss folgt zunächst für 20 Kilometer einer allgemeinen Westrichtung, bevor er seinen Lauf nach Süden wendet und dabei einen sehr gestreckten Talweg mit wenig Windungen zeigt. Nach 77 Kilometern schließlich passiert er die Kleinstadt Goudiry. Bei Kilometer 111 nimmt er von links und Osten einen ersten stärkeren Zufluss auf, den Goundoré. Im weiteren Verlauf wird der Niéri Ko deutlich windungsreicher. 
Ein besonders wichtiger Ort am Fluss ist die Landgemeinde Goumbayel bei Kilometer 174. Hier überquert die von Tambacounda im Westen kommende befestigte Landstraße D512 den Fluss mit einer Brücke. Ferner wurde hier ein Flusspegel eingerichtet, bei dem allerdings nur elf Messwerte aus der Zeit von 1978 bis 1982 dokumentiert sind.
Eine weitere Verstärkung bringt dem Niéri Ko bei Kilometer 196 von links der Balamboulou, gefolgt von dem Mayél Samou, dem stärksten Zufluss überhaupt, bei Kilometer 209. 
Schließlich mündet der Niéri Ko am Campement de Wassadou in den Mittellauf des Gambia und hat bis dahin 253 Kilometer zurückgelegt. An der Mündung hat das Flussbett eine Breite von 9 Meter, während der Gambia hier auf etwa 80 Meter Breite fließt.

## Verkehr
Sowohl die Nationalstraße N 1, die von Dakar im Westen nach Tambacounda und weiter zur malischen Grenze nach Kayes führt, als auch die parallel laufende Bahnstrecke Dakar–Niger queren das Trockental des Niéri Ko bei Goudiry. Die N 7 quert auf dem Weg von Tambacounda im Nordwesten nach Kédougou im Südosten den Fluss drei Kilometer vor der Mündung mit einer 60 Meter überspannenden Brücke. 